# Jean de Bertet
 (août 2017).
Jean de Bertet  (né à et mort à Moustier, le 11 novembre 1678) agent général du clergé de France de 1630 à 1635.

## Biographie
Jean de Bertet, sieur de La Cluse et fils de Guillaume et de Melchionne de Périer, est issu d'une famille de la petite noblesse provençale, docteur en droit, prieur commendataire mais résidant de Moustier dans le diocèse de Riez il est désigné comme agent général du clergé de France par la province ecclésiastique d'Aix. Il remplit  sa tache à la satisfaction de tous et il est l'un des co-secrétaires qui établissent le procès-verbal de l'Assemblée générale de 1635. Conseiller et Aumônier ordinaire du roi il décline à la fin de son mandat une promotion épiscopale à l'évêché de Grasse qui est octroyé à Antoine Godeau. Il résigne son prieuré en 1670 et fait don à son neveu Guillaume de Bertet fils de Gaspard, de la « Terre de La Cluse » . Il meurt en 1678.